# チャン・サルン
チャン・サルン（クメール語: ច័ន្ទ សារុន、中国名:呉和順、1948年3月18日 - ）は、カンボジアの政治家である。
1998年から2013年まで初代農林水産大臣を務めた。カンボジア人民党に所属し、2003年の国民議会（カンボジア議会下院）選挙でタケオ州から議員に選出された。
アメリカに渡って映画『キリング・フィールド』などに出演したハイン・S・ニョールの弟である。中国系の父とクメール人の母の間に生まれ、祖先は梅州の客家である。